# Władysław Tarnowski
Władysław Tarnowski (Wróblewice, 4 giugno 1836 – piroscafo "Pacific" in prossimità San Francisco, 19 aprile 1878) è stato un compositore, pianista, poeta, drammaturgo, scrittore e traduttore polacco.

## Biografia
Era il figlio del conte Walerian Tarnowski e Ernestyna. Władysław Tarnowski era il fratello di Stanisław Tarnowski "Biały" ("Bianco") e cugino di Stanisław Tarnowski. Sua madre morì quando lui aveva quattro anni. Forse da qui il nome di penna : Ernest Buława. Ha studiato presso l'Università Jagellonica. Nel 1857 si è laureato presso le facoltà di diritto e filosofia. Musicalmente educato al Conservatorio di Parigi con Daniel Auber. Studi a Parigi, si è fermato per un periodo della Rivolta di Gennaio. Inizialmente, ha lavorato con rifornire insorti. Poi, anche, come un corriere segreto. Poi, ha combattuto nel reggimento: "Żuawi śmierci" < Zuavi della morte>. Ha composto una canzone degli insorti, tra le altre cose:  “Jak to na wojence ładnie”. Dopo la caduta dell'insurrezione , nel 1864, è ‘tornato a studiare a Parigi. Ha studiato con E. F. Richter, Ignaz Moscheles e Franz Liszt, (studio di Liszt ha avuto luogo in parte a Roma). Władysław spesso visitato l'Italia, di solito trascorso la sua inverno a Roma o Napoli. Inoltre, ha tenuto concerti a Firenze e Venezia. Molte delle sue poesie si riferisce a quelle città, (per esempio: “Treny nad Tybrem” < Lamentazioni sul Tevere>, “Neapol” < Napoli >). In primavera è tornato alla tenuta di famiglia nel villaggio Wróblewice. Era amico di Angelo de Gubernatis. Entrambi erano interessati in Oriente. Entrambi erano interessati a civiltà orientali. Władysław tradotte in polacco, tra l'altro, "Maya" Angelo de Gubernatis. Angelo de Gubernatis pubblicato in "Rivista Europea" nel 1874: "L. Tarnowski in Oriente", e nel 1878 la corrispondenza degli anni 1877-1878. Era un appassionato viaggiatore, è morto durante il viaggio intorno al mondo. Fu sepolto nel cimitero del suo villaggio natale Wróblewice. Malgrado sensibilità artistica, ha gestito la tenuta di famiglia con saggezza.

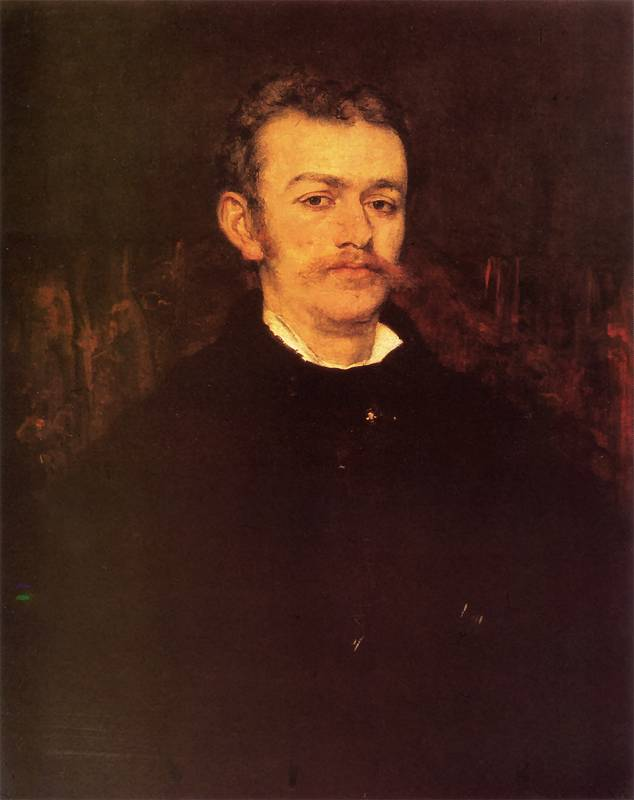
Władysław Tarnowski in un ritratto di Maurycy Gottlieb, 1877

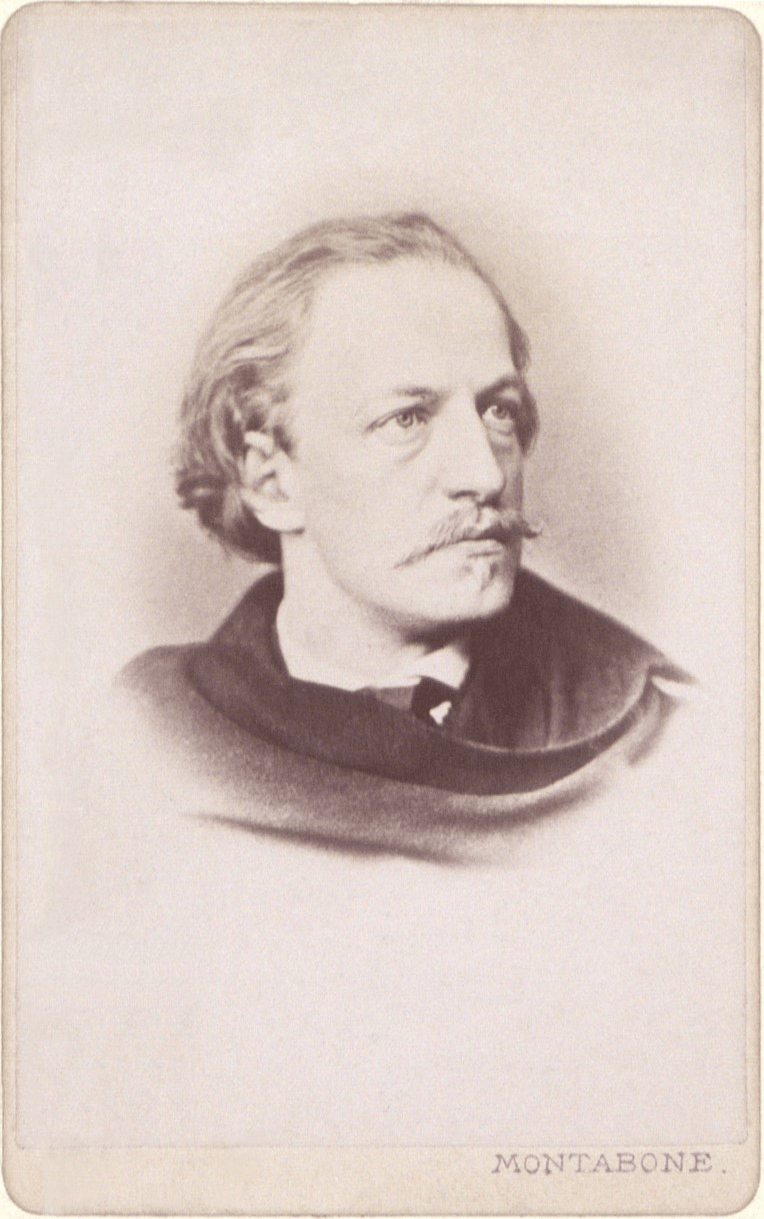
Władysław Tarnowski - foto di Luigi Montabone (1852-1875), Firenze, 1873

Creato da le opere, sia musicale che letterario, sono caratteristici del tardo romanticismo. La sua musica strumentale è stato confrontato con Richard Wagner,pur sottolineando l'unicità della sua musica.
Concerti a:
- Wroclaw 1860,
- Vienna, 1872,
- Venezia e Firenze, 1872,
- Parigi 1873,
- Leopoli 1871 e 1875,
- Wroclaw 1875 (sue opere).

## Composizioni
- Da camera:
  - Kwartet smyczkowy D-dur in IMSLP / Petrucci Music Library ,
  - Fantaisie quasi Sonate pour Piano et Violon,
  - Souvenir d'un ange (per violino e pianoforte, Vienna verso 1876, ed. V. Kratochwill),
- Per pianoforte:
  - 3 Mazurkas (Vienna verso 1870, ed. Bosendorfer)
  - 2 pieces: Chart sans paroles e Valse-Poem (Lipsia verso 1870, ed. Ch. F. Kahut)
  - L'Adieu de l'Artiste. Impromptu pour le piano. (Vienna verso 1870, ed. J. Gutmann)
  - Symfonia d’un drammo d’amore[5]
  - Sonate pour Piano composée et dédiée à son ami Br. Zawadzki. (Vienna verso 1875, ed. V. Kratochwilla)
  - Grande polonaise quasi rapsodie symphonique (Vienna verso 1875, ed. J. Gutmann),
  - Extases au Bosphore, Fantasie sur les orientales melodie rapsodie op. 10 (Lipsia verso 1875 ed. Forberg),
  - Polonez dla Teofila Lenartowicza (1872)[6],
  - Marsz żałobny (Marcia funebre) in CBN - Polona (Leopoli 1876, ed. K. Wild)[7],
  - Ave Maria ("Album Muzeum Narodowego w Rapperswyllu", 1876, p. 577-578.)

- - Pensée funebre[8]
  -  Andantino pensieroso in CBN - Polona, su polona.pl.

- - Nokturnny e romanzi:
    - Nocturne dédié à sa soeur Marie (Vienna ed. V. Kratochwill)[9],
    - Nuit sombre[10],
    - Nuit claire[10].
- Canzoni:
  - Marsz ułański, noto anche come Pieśń żołnierza (Canzone del soldato) e Jak to na wojence ładnie, iniziano con: „A kto chce rozkoszy użyć”,[11],
  - Cypryssen 5 characterische Gesänge, Cinque canzoni in tedesco (Vienna 1870, ed. Bosendorfer), la quinta canzone - „Ich sank verweint in sanften Schlummer“[12].

- - Neige, o schöne Knospe (Vienna verso 1870, ed. J. Gutmann),

- - Kennst du die Rosen (Vienna verso 1870, ed. J. Gutmann),

- - Zwei Gesänge mit Begleitung des Pianoforte (Text von Ludwig Foglár). I. Du Buch mit sieben Siegeln. II. Ob du nun ruhst. (Vienna verso 1870, ed. V. Kratochwill),

- - Still klingt das Glöcklein durch Felder (Vienna verso 1875, ed. J. Gutmann),

- - Zwei Gesänge: Klänge Und Schmerzen e Nächtliche Regung (Lipsia verso 1870, ed. Ch. E. Kahnut),
  - Mein Kahn
  - Stanza dello Strozzi e la risposttadi Michalangelo (ed. Carisch)[13]
  - Alpuhara basato sul poema di Adama Mickiewicz.[14][15]
- Scenico:
  - Pilger oder Liebe Ahmed (Ahmed, il pellegrino d'amore; Lipsia verso 1875, ed. R. Forberg),
  - Karlińscy (musica al suo teatro propria arte, Leopoli 1874, ed. Gubrynowicz i Schidt),
  - Joanna Grey (musica al suo teatro propria arte, Vienna 1875, ed. V. Kratochwill),

- Sviluppare Etudes, op. 25, n° 7 Chopin per violoncello e pianoforte (Lipsia 1874, ed. B & H)

## Opere letterarie
- Poesie:
  - Poezye Studenta.: tomo 1. (Lipsia 1863 ed. F.A. Brockhaus); tomo 3. (Lipsia 1865 ed. F.A. Brockhaus); tomo 4. (Lipsia 1865 ed. F.A. Brockhaus);
  - Krople czary (Lipsia 1865, ed. P. Rhode),
  - Szkice helweckie i Talia. (Lipsia 1868 ed. P. Rhode)[16],
  - Piołuny (Dresda 1869 ed. J.I. Kraszewski),
  - Nowe Poezje (1872 ed. Seyfert i Czajkowski),
  - Kochankowie ojczyzny (poema, Poznan 1872),
  - Praxytel i Fryne, noweletta z dni zamierzchłych Hellady. (Ruch Literacki, no 30 (22 luglio 1876), p. 53 e 54.)
  - Pomnik Bielowskiego (Leopoli 1876 ed. K. Wild).
- Drammi:
  - Izaak, mysterium z dziejów biblijnych (Leopoli 1871 ,
  - Karlińscy  (Leopoli 1874 ed. Gubrynowicz i Schmidt),[17],
  - Joanna Grey (Leopoli 1874 ed. Gubrynowicz i Schmidt)[18],
  - Ostatnie sądy kapturowe e Finita la comedia (Leopoli 1874? ed. Gubrynowicz i Schmidt),
  - Achmed oder die Pilger der Liebe. (libretto, Lipsia verso 1875 ed. R. Forberg).
- Pubblicare Archiwum Wróblewieckie: Fascicolo I, (Poznan 1869 stamperia J.I. Kraszewski)[19]; Fascicolo II, (Leopoli 1876 stamperia K. Piller); Fascicolo III, (Leopoli 1878 stamperia K. Wild) e Urszula z Ustrzyckich Tarnowska Król Hieronim w Warszawie[20] (Ruch Literacki a Leopoli, no 30 (2 luglio 1876), p. 54 e 55).